# 요호부민
요호부민(饒戶富民)은 조선 후기에 등장한 부농층을 가리킨다. 
조선시대 지주들도 직접 경작하는 토지를 넓혔지만 자작농은 물론 일부 소작농도 더 많은 농토를 경작하여 재산을 모을 수가 있었다. 노비 중에서도 임복, 수봉과 같은 이들은 주인의 신뢰를 얻어 타지역 월경지의 주인의 땅을 소작하여 부를 취적할 수 있었다.
이렇게 광작 농업으로 농가의 소득이 늘어나 부농이 될 수 있었다. 부농층은 땅이 넓어서 빈민을 농업 노동에 고용함으로써 직접 농사를 짓지 않고서도 향락을 누릴 수 있었다. 이렇게 자기의 전지를 소유하고 지방에서 일정한 영향력을 행사할 수 있는 농민들이 부농층 또는 요호부민이라 한다.
흔히 지역 토호층과 소빈민층의 중간적 형태로 묘사되며 요호·부민·요민·요호부민 등으로 불리던 농민층이었다. 이들은 적어도 일정량의 토지와 농우(農牛)를 소유하면서 고용노동을 이용하기도 했던 중농층 이상의 부농이었다. 농업경영 방식은 주로 자작 겸 지주경영 방식을 택하며 임노동을 이용한 부농경영도 많았다. 그외에도 이들은 고리대 등의 방법을 통해 부를 축적하면서 향촌사회 내의 새로운 사회세력으로 성장해갔다. 이들의 신분은 대개 신분상승을 원하는 평민층이나 천민층이었다.
이들 중에는 경제적인 풍요를 배경으로 족보를 사들이고, 성과 본관을 획득하기도 했으며, 노비계층, 일부 평민층과 같이 신분세탁을 시도하기도 했다.
이들은 향촌사회의 변동에 편승하여 향촌지배 기구에 기생한 중간수탈층으로 나타나지만, 한편 그러한 특권에서 소외되는 가운데 봉건권력의 집중적인 수탈의 대상이 되어 몰락하기도 했다. 이러한 양면적인 모습을 가진 부민층의 존재방식은 결국 각기 서로 다른 방식으로 나타날 수밖에 없었다. 특히 집중적 수탈의 대상이 되었던 요민배들은 19세기 중엽 이후의 농민항쟁에 가담함으로써 봉건적인 수탈기구에 대항하는 세력이 되기도 했다.